# Местна дългокосместа (калоферска) коза
Местна дългокосместа коза или Калоферска коза е българска порода коза с предназначение добив на мляко, месо и кожи.

## Разпространение
Породата е разпространена в стопанства в селища намиращи се в района на Задбалканските котловини и Родопите. Породата е създадена посредством продължителна народна селекция.
Към 2008 г. броят на представителите на породата е бил 296 индивида.
Рисков статус — застрашена от изчезване.

## Описание
Тялото е хармонично, дълго и със здрава костна система. Ушите са дълги и леко клепнали. Представителите и при двата пола са с рога. Половият диморфизъм е ясно изразен. Пръчовете са с добре оформена брада. На главата се образува характерен перчем.
Космената покривка е с дължина 40 – 50 cm Съставена е от дълги осилести косми с дебелина 60 – 100 µm и сравнително дълги пухови с дебелина 18 – 30 µm. Кожите са леки и се използват за изработване на кукерски облекла. Ярешкото месо е сочно и вкусно, без специфичен кози привкус.
Козите са с тегло 45 – 60 kg, а пръчовете 80 – 90 kg. Плодовитостта им е 115 – 125%. Средната млечност за лактационен период е 150 – 250 l.